# Alice Charlotte von Rothschild
Alice Charlotte von Rothschild, poznata kao Gđica Alice (eng. Miss Alice) (Frankfurt na Majni, 17. veljače 1847. Njemačka - Pariz, Francuska, 3. svibnja 1922.), njemačka plemkinja, članica visokog društva iz austrijske loze bogate bankarske obitelji Rothschild.
Rodila se kao osmo i ujedno posljednje dijete te najmlađa od četiri kćeri austrijskog baruna Anselma Salomona von Rothschilda (1803. – 1874.) i Charlotte Rothschild (1807. – 1859.). Poslije majčine smrti, 1859. godine, imala je prilično samotno djetinjstvo. Iza 1860. godine živjela je većinom kod britanske grane obitelji u Ujedinjenom Kraljevstvu, gdje je bila blisko povezana s rodicama Constancom (1843. – 1931.) i Annie Henriettom (1844. – 1926.), kćerkama njenog ujca, baroneta Anthonyja Nathana de Rothschilda (1810. – 1876.) te s Hannom (1851. – 1890.), kćerkom njenog drugog ujca, Mayera Amschela de Rothschilda (1818. – 1874.).
Provodila je dosta vremena s udovičenim bratom Ferdinandom von Rothschildom (1839. – 1898.), na njegovom imanju Waddesdon Manoru, a i sama je kupila imanje Eythrope u njegovoj neposrednoj blizini. I u Londonu je, također, imala nekretninu odmah do bratove.
Naslijedila je ljetnikovac Waddeson Manor, nakon bratove smrti 1898. godine te je nastavila dodavati umjetnine u postojeću kolekciju, koju je osnovao njen brat Ferdinand. Osobito je sakupljala viteške oklope i oružje. Posljednje godine života provela je u Parizu. Njeno imanje Waddeson Manor naslijedio je James Armand Edmond de Rothschild (1878. – 1957.), sin baruna Edmonda Jakoba de Rothschilda (1845. – 1934.), iz francuske loze Rothschildovih.